# Moulin-Mage
 Moulin-Mage  es una población y comuna francesa, ubicada en la región de Mediodía-Pirineos, departamento de Tarn, en el distrito de Castres y cantón de Murat-sur-Vèbre.

## Demografía
| 382 | 381 | 346 | 358 | 365 | 364 |
| Para los censos de 1962 a 1999 la población legal corresponde a la población sin duplicidades (Fuente: INSEE [Consultar]) |     |     |     |     |     |